# Lake Arthur
Lake Arthur – miasto w Stanach Zjednoczonych, w stanie Luizjana, w parafii Jefferson Davis.